# Psidium reptans
Psidium reptans là một loài thực vật có hoa trong Họ Đào kim nương. Loài này được (D.Legrand) Soares-Silva & Proença mô tả khoa học đầu tiên năm 2006.